# Томаресы
Томаресы (Tomares) - род дневных бабочек и семейства голубянки. Западно-палеарктический род с 8 -10 видами.

## Описание
Крылья сверху темно-бурого цвета, обычно с крупными оранжевыми или красноватыми пятнами и полями. Дискальная ячейка на задних крыльях не достигает и половины крыла. Бедра ног резко вздуты. В строении гениталий самца вальвы широко сросшиеся, отделены слабозаметным швом. Ункус имеет вид пары листовидных лопастей. Саккус треугольной формы в боковой проекции. 

## Виды
- Tomares ballus Fabricius, 1787 Северная Африка, Прининейский полуостров
- Tomares callimachus (Eversmann, 1848) Крым, южные и юго-восточные области европейской части России, Закавказье, Турция, Казахстан, Узбекистан, Киргизстан, Копет-Даг (Туркменистан).
- Tomares desinens Nekrutenko & Effendi, 1980 Азербайджан
- Tomares fedtschenkoi (Erschoff, 1874) Средняя Азия
- Tomares mauretanicus (Lucas, 1849) Марокко, Алжир, Тунис
- Tomares nogelii (Herrich-Schäffer, 1851)
- Tomares romanovi  (Christoph, 1882) Армения, Турция, Иран
- Tomares telemachus Zhdanko, 2000 Копет-Даг (Туркменистан)